# Metagovea ligiae
Espèce
Metagovea ligiae est une espèce d'opilions cyphophthalmes de la famille des Neogoveidae.

## Distribution
Cette espèce est endémique de la province de Napo en Équateur. Elle se rencontre dans le parc national Sumaco Napo-Galeras.

## Description
Le mâle holotype mesure 1,5 mm.

## Étymologie
Cette espèce est nommée en l'honneur de Ligia Rosario Benavides Silva.

## Publication originale
- Giupponi & Kury, 2015 : « A new species of Metagovea Rosas Costa, 1950 from Napo Province, Ecuador (Opiliones, Cyphophthalmi, Neogoveidae). » ZooKeys, no 477, p. 1–15 (texte intégral).